# Сармикъяха (приток Полуя)
Сармикъяха (устар. Сармик-Яха) — река в Приуральском районе Ямало-Ненецкого АО. Устье реки находится на 144-м км правого берега реки Полуй. Длина реки составляет 110 км, площадь водосборного бассейна 934 км², в 71 км по правому берегу впадает Войтвельтыёган. Другие притоки: Парабэй, Харасавэй, Харпъяха и Пинъхадяханка — левые, Манартака, Тыяха, Пунсияхако, Ибатарка, Хувыяхако, Сидятотарка и Лорцатарка — правые.

## Данные водного реестра
По данным государственного водного реестра России относится к Нижнеобскому бассейновому округу, водохозяйственный участок реки — Обь от впадения реки Северная Сосьва до города Салехард, речной подбассейн реки — бассейны притоков Оби ниже впадения Северной Сосьвы. Речной бассейн реки — (Нижняя) Обь от впадения Иртыша.